# Борек (Тшебницький повіт)
Борек (пол. Borek) — село в Польщі, у гміні Жміґруд Тшебницького повіту Нижньосілезького воєводства.
Населення — 209 осіб (2011).
У 1975-1998 роках село належало до Вроцлавського воєводства.

## Демографія
Демографічна структура станом на 31 березня 2011 року:
|          | Загалом | Допрацездатний вік | Працездатний вік | Постпрацездатний вік |
| -------- | ------- | ------------------ | ---------------- | -------------------- |
| Чоловіки | 110     | 25                 | 76               | 9                    |
| Жінки    | 99      | 17                 | 62               | 20                   |
| Разом    | 209     | 42                 | 138              | 29                   |